# Cabo Wilson
O Cabo Wilson (54° 02′ S, 37° 10′ O) é um promontório no lado leste da entrada para a Baía das Ilhas na costa norte da Geórgia do Sul. A Baía das Ilhas foi delineada em 1912-13 por Robert Cushman Murphy, naturalista americano a bordo do brigue Daisy. O cabo recebeu de Murphy o nome de Woodrow Wilson, Presidente dos Estados Unidos, 1913-21.
A área incluindo a Baía das Ilhas e o Cabo Buller, junto a Grytviken é uma das duas ASTI na ilha.
 Este artigo incorpora material em domínio público  de United States Geological Survey   , documento "Cabo Wilson" (conteúdo do Geographic Names Information System).